# 32226 Vikulgupta
32226 Vikulgupta este o planetă minoră (asteroid), cu un diametru de 3,776 km, din centura de asteroizi. A fost descoperită pe 23 iulie 2000 la Experimental Test Site⁠(d) de Lincoln Near-Earth Asteroid Research. 
Obiectul prezintă o orbită caracterizată de o semiaxă mare de 2,3252797 UAi, o excentricitate de 0,11, o înclinație de 4,20092 ° în raport cu ecliptica.